# Then and Now
Then and Now je kompilacija hitova sastava Lynyrd Skynyrd.

## Popis pjesama
1. "Saturday Night Special"
2. "Workin'"
3. "Preacher Man"
4. "Tomorrow's Goodbye"
5. "That Smell"
6. "Gone Fishin'"
7. "Simple Man"
8. "Voodoo Lake"
9. "Sweet Home Alabama"
10. "Freebird"